# Sherenden
Sherenden  est une petite localité située dans le District de Hastings dans la région de la  Hawke's Bay de l’Île du Nord de la Nouvelle-Zélande.

## Histoire
La localité fut établie autour des locaux d’une école en 1916.
La communauté a levé des fonds pour la construction de la piscine en 1961.
La communauté de Otamauri est localisée à l’ouest du village de Sherenden village .

## Démographie
La zone statistique de Sherenden-Crownthorpe couvre 765,66 km2 et a une population estimée à 1480 habitants en  juin 2022 avec  une densité de population de 1,9 personne par km2.
La localité de Sherenden-Crownthorpe avait une population de 1317 habitants lors du recensement de 2018  en augmentation  de 111 personnes (9,2 %) depuis le recensement de 2013 et une augmentation de 297 personnes (29,1 %) depuis le recensement de 2006 en Nouvelle-Zélande . 
Il y a  468 logements comprenant  666 hommes et  651 femmes, donnant un sexe-ratio de 1,02 homme par femme. 
L’âge médian est de 43,0 ans  (comparé avec les 37,4 ans au niveau national), avec  279 personnes (21,2 %) âgées de moins de 15 ans, 180 personnes (13,7 %) âgées de 15 à 29 ans , 723 personnes (54,9 %) âgées de 30 à 64 ans et 138 personnes (10,5 %) âgées de 65 ans ou plus.
L’ethnicité est pour  94,3 % européens/Pākehā, 11,4 % Māori, 1,1 % personnes venant du Pacifique (en), 1,4 % d’origine asiatique (en), et 2,5 % d’une autre ethnicité. Les personnes peuvent s’identifier avec plus d’une ethnicité en fonction de leur parenté.
Le pourcentage de personnes nées outre-mer est de 11,6 %, comparé avec les 27,1 % au niveau national.
Bien que certaines personnes choisissent de ne pas répondre à la question du recensement sur leur  affiliation religieuse, 55,6 % n’ont aucune religion, 34,6 % sont chrétiens (en), 0,7 % ont des croyances religieuses Māori (en) et 0,9 % ont une autre religion.
Parmi ceux d’au moins 15 ans d’âge, 222 personnes (21,4 %) ont une licence ou un degré supérieur et 153 personnes (14,7 %) n’ont aucune qualification  formelle. 
Le revenu médian est de  $41.100, comparé avec les  $31.800 au niveau national. 
231 personnes (22,3 %) gagnent plus de $70.000 comparé avec les 17,2 % au niveau national. 
Le statut d’emploi de ceux d’au moins 15 ans d’âge est pour 642 personnes (61,8 %) : un emploi à plein temps, 183 personnes (17,6 %) sont à temps partiel et  21 personnes (2,0 %) sont sans emploi .

## Éducation
- L’école du district de Sherenden est une école publique mixte assurant le primaire[6] avec un effectif de 65 élèves en novembre 2022[7]

- L’école de Pukehamoamoa est une école primaire publique mixte[8],[9] avec un effectif de 85 élèves en novembre 2022 [10]. Elle est située à environ  11 km  au sud-est de la localité de Sherenden.